# 比洛澤爾卡河
比洛澤爾卡河（烏克蘭語：Білозерка），是烏克蘭的河流，位於該國東南部，發源自小比洛澤爾卡東面，流經扎波羅熱州，屬於第聶伯河的支流，河道全長84.8公里，流域面積1,401平方公里。